# Interstate Highway 80
Interstate Highway 80, Interstate 80 eller bare I-80 er en transkontinental motorvej i USA. Den starter i downtown San Francisco, Californien, og ender efter 4666 kilometer i Teaneck, New Jersey, tæt på New York City. Den er en del af Dwight D. Eisenhower National System of Interstate and Defense Highways eller bare Interstate Highway System. Motorvejen blev planlagt i 1956, men den sidste strækning åbnede først i 1986. Det er den næst-længste Interstate Highway, efter I-90. Motorvejen kører igennem mange større byer, heriblandt Toledo, Ohio,, Des Moines, Salt Lake City, Sacramento og Oakland (Californien). 
I-80 er den Interstate, hvis forløb minder mest om Lincoln Highway, den første transkontinentale vej i USA.
Fra Chicago i vest og til Youngstown i øst er I-80 en betalingsvej med både Indiana Toll Road og Ohio Turnpike. I-80 kører sammen med I-90 fra Portage, Indiana til Elyria, Ohio. I Pennsylvania er I-80 kendt som Keystone Shortway.

## Rutebeskrivelse

### Californien
I-80 starter ved et motorvejskryds med U.S. Highway 101 i San Francisco, og derefter krydser den San Francisco-Oakland Bay Bridge og kører ind i Oakland. Efter omkring 130 kilometer i nordøstlig retning kører I-80 ind i Sacramento, hvor den mødes med I-5. I-80 kører gennem Sierra Nevada-bjergene, og krydser efter omkring 320 kilometer i Californien ind i Nevada.

### Nevada
I Nevada krydser I-80 gennem den nordlige del af staten. Den kører gennem Reno og derefter en række af mindre byer. På en stor del af turen gennem staten følger I-80 Truckee River og Humboldt River, der begge blev brugt meget under Guldfeberen i Californien i 1840'erne. Efter 660 kilometer krydser I-80 grænsen til Utah.

### Utah
I-80 krydser grænsen til Utah i byen Wendover. Et par kilometer øst for dette begynder Bonneville Salt Flats. Her finder man også det længste stræk mellem to afkørsler på nogen Interstate, med 60 kilometer mellem Wendover og Knolls. Dette stykke er meget fladt og lige, og mange skilte advarer mod træthed fra kørsel og sløvhed. 
Øst for de store saltsletter passerer I-80 den sydlige del af Great Salt Lake, og derefter fortsætter den ind i Salt Lake City. Her mødes den med I-15 i 4,8 kilometer, hvorefter de skilles og I-80 kører ind i Wasatch Mountains. Først kører motorvejen mod øst, men efter ca. 40 kilometer drejer den mod nord, hvor den mødes med I-84. Herefter drejer den igen mod øst og grænsen til Wyoming, som den passerer ved Evanston. 

### Wyoming
Strækningen i Wyoming er 648 kilometer lang, og den kører stort set kun østpå. I-80 krydser ørkenen Red Desert og det højeste punkt i hele I-80's forløb, nemlig Sherman Summit i 2633 meter højde. Efter cirka 575 kilometer kører I-80 ind i Cheyenne, som er Wyomings hovedstad. Her mødes den med I-25. I-80 passerer statsgrænsen til Nebraska nær en by ved navn Pine Bluffs.

### Nebraska
Stykket af I-80 i Nebraska er 732 kilometer langt. Den vestlige del af I-80 i Nebraska er meget tæt på statsgrænsen til Colorado, dog uden rent faktisk at krydse den (på et tidspunkt er den blot 1½ kilometer nord for). Det længste stykke af lige vej i hele Interstate Highway-systemet er ca. 116 kilometer langt og mellem afkørsel 318 (Grand Island) og milestenen 390 tæt på Lincoln. Efter dette stykke drejer I-80 mod nordøst og kører ind i Omaha. Her krydser den Missouri River og dermed statsgrænsen til Iowa. 

### Iowa
I-80 er den længste Interstate i Iowa (med 492 km), og den krydser staten øst-vest. I-80 kører uden om Des Moines sammen med I-35. I Ankeny splittes de to, og I-80 fortsætter mod øst. På vejen mod statsgrænsen til Illinois kører I-80 forbi Iowa 80, verdens største lastbilholdeplads. I-80 forlader Iowa via Fred Schwengel Memorial Bridge over Mississippifloden.  

### Illinois
I-80 i Illinois er 263 kilometer lang. Efter cirka 200 kilometer mødes I-80 med I-55, hvorefter I-80 kører østpå og syd om Chicago. Syd for Chicago mødes den bl.a. med I-57 og I-94.

### Indiana
I Indiana mødes I-80 med I-55 og I-90. Sidstnævnte kører sammen med I-80 i 445 kilometer i østlig retning. I-80 møder ikke nogle større byer i Indiana, undtagen Chicago-forstæderne ved grænsen til Illinois. På hele stykket (undtagen de første 24 kilometer) kører I-80 ad Indiana Toll Road. I-80/I-90 kommer flere gange meget tæt på grænsen til Michigan, på et enkelt tidspunkt er de kun 180 meter derfra. Efter 243 kilometer i Indiana krydser I-80 grænsen til Ohio.

### Ohio
I-80 i Ohio er 382 kilometer lang og går primært i en øst-sydøstlig retning. I-80 og I-90 krydser den nordvestlige del af Ohio ad Ohio Turnpike og kører syd om den større by Toledo. I Rossford mødes motorvejen i et motorvejskryds med I-75 i et område kendt som "Amerikas Korsvej". Motorvejskrydset er et af de største i Nordamerika. I Elyria, omtrent tyve kilometer vest for Cleveland, splittes I-80 fra I-90, da sidstenævnte tager en mere nordlig retning. I-80 kører gennem Cleveland og derefter østsydøst, stadigvæk ad Ohio Turnpike. Omkring Youngstown forlader I-80 Ohio Turnpike. I-80 kører ind i Pennsylvania syd for byen Sharon.

### Pennsylvania
I-80 er den primære øst-vest-gående Interstate i Pennsylvania, og den er her 500 kilometer lang. 
I-80 passerer ingen byer med mere end 100.000 indbyggere direkte, selvom den dog er i den yderste udkant af Pittsburghs forstæder. I Clearfield County når I-80 den højeste højde øst for Mississippifloden, nemlig 690 meter. I-80 krydser grænsen til New Jersey ved Delaware Water Gap Toll Bridge over Delaware River. 

### New Jersey
I-80 i New Jersey er 110 kilometer lang og passerer ikke andre større byer end flere forstæder til New York City. I-80 kører dog ikke ind i selve New York City, men slutter i stedet blot seks kilometer fra Hudson River. I-80 slutter officielt ved et motorvejskryds med I-95. 